# Le Fou de mai
Pour plus de détails, voir Fiche technique et Distribution.
Le Fou de mai est un film français réalisé en 1976 par Philippe Defrance et sorti en 1980.

## Synopsis
Un professeur de philosophie, qui entreprend la rédaction d'un livre consacré à l'après-mai 1968, s'interroge à propos de l'impact du mouvement sur la vie politique française au milieu des années 1970.

## Fiche technique
- Titre : Le Fou de mai
- Réalisation : Philippe Defrance
- Scénario : Philippe Defrance
- Photographie : Jean Monsigny
- Musique : Jean-Marie Sénia
- Montage : Joële van Effenterre
- Sociétés de production : Z Productions - Les Films de Ga
- Pays d'origine :  France
- Durée : 100 minutes
- Date de sortie : France - 16 avril 1980

## Distribution
- Claude Lévèque
- Zorica Lozic
- Coline Serreau
- Jean-Pierre Moulin
- Philippe Defrance
- Arlette Bonnard

## Sélection
- 1977 : Festival de Cannes (Perspectives du cinéma français)[1]